# Arbus
Arbus (sardinsky: Àrbus) je italská obec (comune) v provincii Sud Sardegna v regionu Sardinie. Nachází se ve výšce 311 metrů nad mořem a má přibližně 5 700 obyvatel. Rozloha obce je 269,12 km².